# Squarepusher
Squarepusher, (egentligen Tom Jenkinson), född 17 januari 1975 i Chelmsford, är en engelsk musikproducent inom musikgenren IDM, Drum & Bass, Experimentell, Acid Jazz, Electronic. Hans musik karaktäriseras av diverse elektroniska ljudkällor, instrument spelade live och digital signalbehandling. Hans bror är Ceephax Acid Crew (Andrew Jenkinson).

## Diskografi
- Alroy Road Tracks (som Duke of Harringay) (1995)
- Feed Me Weird Things (1996)
- Hard Normal Daddy (1997)
- Burningn'n Tree (1997)
- Buzz Caner (som Chaos AD) (1998)
- Music Is Rotted One Note (1998)
- Budakhan Mindphone (1999)
- Selection Sixteen (1999)
- Go Plastic (2001)
- Do You Know Squarepusher? (2002)
- Ultravisitor (2004)
- Hello Everything (2006)
- Just A Souvenir (2008)
- Solo Electric Bass 1 (2009)
- Shobaleader One: d'Demonstrator (as Squarepusher Presents: Shobaleader One) (2010)
- Ufabulum (2012)
- Damogen Furies (2015)